# Giovanni Battista Veschi
Fra Giovanni Battista Veschi, també conegut com de Campana, Verchi, Veschi e de Campagna o Visco (Nàpols (Itàlia), 1579 — Pozzuoli (Itàlia), 11 de novembre de 1660). Religiós franciscà que fou bisbe de Tortosa i de Pozzuoli.

## Biografia
Després de prendre els vots al convent franciscà de Madonna di Avigliano (Campagna, Itàlia), va continuar els seus estudis a Nàpols. Més tard ensenyà teologia a L'Aquila, Palerm i Nàpols.
El 14 de maig de 1633 va ser nomenat ministre general de l'Orde dels Frares Menors Conventuals en el capítol general de l'Orde celebrat a Toledo, càrrec que va exercir fins que va ser elegit bisbe de Tortosa. El mateix any Felip IV l'envia a Roma per defensar la causa del dogma de la Inmaculada Concepció.
Fou presentat pel bisbat de Tortosa el 28 d'octubre de 1639 per Felip IV, és nomenat per Urbà VIII el 16 de juliol de 1640, entra a Tortosa a finals de setembre del mateix any, pren possessió personalment el 25 de gener de 1641, i sis mesos després, el 2 de juny, fou consagrat solemnemant. Veschi arriba com a representant del poder reial, amb la plena confiança del rei. El bisbe va residir en el palau Oliver de Boteller, ja que el seu propi palau estigué ocupat pels soldats, durant la guerra dels Segadors. Durant el setge de Tortosa de 1642 per part de l'exèrcit francocatalà estigué donant suport als defensors, i prometé construir un convent de religioses sota l'advocació de la Inmaculada Concepció en cas de victòria, el qual s'inicià l'any 1644 amb la instal·lació d'unes monges en una casa i la compra de l'església de Sant Antoni, situada al costat. En 1645 assisteix a les corts valencianes i realitza una visita pastoral. En el setge de Tortosa de 1648 per part de l'exèrcit francocatalà, aquesta vegada la ciutat fou assaltada, ocupada i saquejada, i el bisbe Veschi també fou víctima dels abusos i violències del vencedors, estigué a punt de perdre la vida i, després d'uns dies d'estar detingut en el convent de Jesús, fou expulsat de la ciutat, traslladant-se a Morella, on viví exiliat fins a la fi de l'ocupació francocatalana de Tortosa.
Després de nombroses peticions al rei per ser traslladat a una diòcesi italiana, l'any 1647 se li ofereix el bisbat de Pozzuoli, tot i que per ser una peça clau en el bàndol filipista de Tortosa, la seva presentació es va retardar, fins al 5 de maig de 1651. El 6 d'octubre de 1653 el papa Innocenci X el nomena bisbe de Pozzuoli, i l'any 1655 realitza visita pastoral per la diòcesi
Mor a Pozzuoli l'11 de novembre de 1660, i l'any 1674 el seu cos fou traslladat a l'església del convent de la Puríssima Concepció Victòria de Tortosa, convent fundat per ell, a petició de les religioses, i el 17 d'octubre les seves despulles foren soterrades sota la reixa de la grada cobertes amb una làpida de marbre negre. Actualment la sepultura està en el primer altar del costat de l'Epístola.